# Cratere Montgolfier
Montgolfier è un cratere lunare di 83,71 km situato nella parte nord-orientale della faccia nascosta della Luna.